# Lac d'Akkem
 (mars 2015).
Si vous disposez d'ouvrages ou d'articles de référence ou si vous connaissez des sites web de qualité traitant du thème abordé ici, merci de compléter l'article en donnant les références utiles à sa vérifiabilité et en les liant à la section « Notes et références ».
Le lac d'Akkem (en russe : Аккемское озеро) ou plus précisément lac de l'Akkem (l'Akkem étant une rivière signifiant « eau blanche » en moyen-altaï), est un lac de l'Altaï au sud-ouest de la Sibérie qui se trouve au pied du mont Béloukha. Il appartient au territoire administratif du raïon d'Oust-Koksa de la république de l'Altaï (fédération de Russie). Il est nourri du glacier d'Akkem.

## Description
Les rivières Akkem et Akoyouk se jettent dans les eaux du lac, au sud, et la rivière Akkem continue son cours au nord. Le lac est situé dans une vallée glaciaire typique, formée donc par un glacier à 2 050 mètres d'altitude. Une maigre végétation de toundra alpine recouvre ses berges, surtout représentée par des mousses.
Le lac d'Akkem s'étend du nord au sud sur 1 350 mètres. Sa largeur est de 610 mètres. Sa profondeur maximale est de 15 mètres, pour une profondeur moyenne de 7,8 mètres. Le nord du lac est recouvert de galets, de sédiments, de gravier sableux déposés par la rivière Yarlou. Ce sont les berges les moins élevées du lac. Ses rives occidentale et orientale sont escarpées et recouvertes de mélèzes et de pins de Sibérie. Le sud-ouest et le sud-est du lac sont bordés de pentes abruptes faites de roches de granite et de gneiss, ainsi que de roches métamorphiques avec quelques mélèzes. Aucun poisson ne vit dans le lac. Ses eaux sont d'un blanc argenté et ne dépassent jamais +4,5 °C en été.

## Le lac supérieur
Plus haut se trouve ce que l'on appelle le lac supérieur; mais il ne s'agit pas véritablement d'un lac, car il n'existe pas tous les ans et n'apparaît pas à chaque saison. Au début des années 1930, il avait une longueur de 520 mètres et une largeur de 280 mètres et était formé par un ancien glacier. Aujourd'hui, cette étendue d'eau ne se forme qu'au dégel, le reste du temps ne coule ici qu'un bras de la rivière Akkem qui prend naissance au glacier d'Akkem. Le cirque glaciaire de ce lac se trouve à 500 mètres au-dessous du glacier d'Akkem, à une altitude de 2 100 mètres.

## Parc naturel

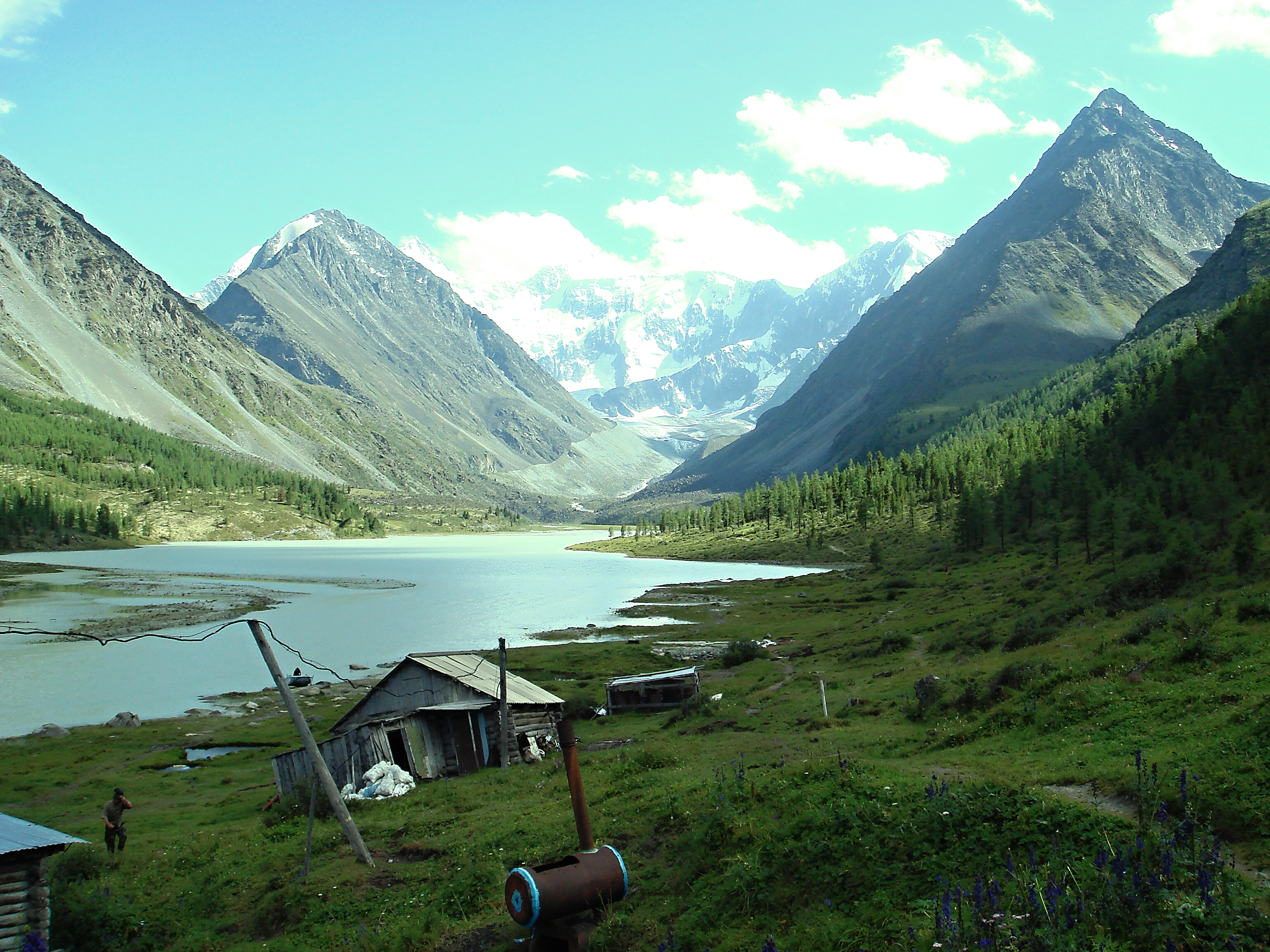
Le lac vu de la station météorologique avec le Béloukha au fond

Le lac et ses alentours font partie depuis 1997 d'une aire surveillée et protégée dénommée parc naturel national du Béloukha qui recouvre un territoire de 131 337 hectares. Le lac d'Akkem est un monument naturel de ce parc. Le parc possède également un autre lac fameux, le lac Koutcherla que l'on peut atteindre à cheval d'ici en passant deux petits cols, le Bourevestnik et le Riga Tourist, et un grand col, le Karatiourek (3 060 mètres).
Autour du lac, plusieurs objets naturels sont dignes d'intérêt, comme les lacs de la vallée de la rivière Akoyouk (que les randonneurs appellent la « vallée aux sept lacs »), ou bien le lac inférieur et le lac supérieur de la petite vallée du Karaoyouk. Les touristes dénomment entre eux le lac inférieur « lac des esprits de la montagne ». Il y existe en effet une petite chapelle dédiée à l'archange saint Michel avec une plaque rappelant le nom des alpinistes morts aux environs en montagne.
Au nord-ouest du lac d'Akkem se trouve une station météorologique inaugurée en 1932 et comprenant quelques petites isbas avec une aire d'atterrissage pour hélicoptère. Elle a relevé une température moyenne en juillet de +8,5 °C à la limite supérieure de la ceinture de la forêt, dans les vallées. La température est de −30 °C en janvier et ne dépasse pas −4 °C en mars.
La rive gauche du lac accueille un petit refuge alpin avec un poste de secours. Il y a une base touristique au bord de la rivière Akkem à quelques kilomètres en aval.